# 莫斯科戰役 (1612年)
莫斯科戰役 (俄语：Московская битва），為17世紀初俄羅斯的民間起義解放莫斯科被波蘭入侵佔領的狀態，1612年前後波蘭佔領莫斯科和入侵俄羅斯，是俄羅斯歷史上黑暗的動盪時代，在沙皇伊凡雷帝死後沒有王位繼承人和原來的沙皇戈杜諾夫突然逝，此時波蘭國王趁機進攻俄羅斯連續扶植兩個自稱沙皇的幼子德米特，1605年6月20日，德米特里率領波蘭大軍進入莫斯科，登基為沙皇，史稱「偽德米特里一世」，1606年瓦西里·舒伊斯基王公發動兵變，殺死德米特里，把自己加冕為沙皇。偽德米特裡一世的統治維持了10個月後崩潰，但另一個號稱自己是伊凡四世後裔的人「偽德米特里二世」很快在波蘭軍隊的協助下再次發動進攻，這次侵略直到1609年才被擊敗。後來波蘭國王瓦迪斯瓦夫四世乾脆宣布自己就是俄羅斯的沙皇，1610年波蘭在次進攻俄羅斯，方为青少年的瓦迪斯瓦夫被七波雅尔选为俄国沙皇，但因父王反对，俄国爆发人民起义，瓦迪斯瓦夫未能真正登上俄国皇位。。7000名波蘭精銳騎兵擊潰4萬俄軍，此時北方的瑞典趁機進攻，攻佔掠奪俄羅斯北方的諾夫哥羅德等數座城市，俄羅斯軍心大亂。在莫斯科城中各地貴族代表的壓力下，沙皇瓦西里四世於當年7月宣佈退位，莫斯科開城投降，此時俄羅斯面臨著將徹底喪失獨立和主權的危險。1612年11月4日在民間起義軍米寧和波扎爾斯基兩人發動民間武裝起義解除了波蘭的統治。

## 俄羅斯取得優勢

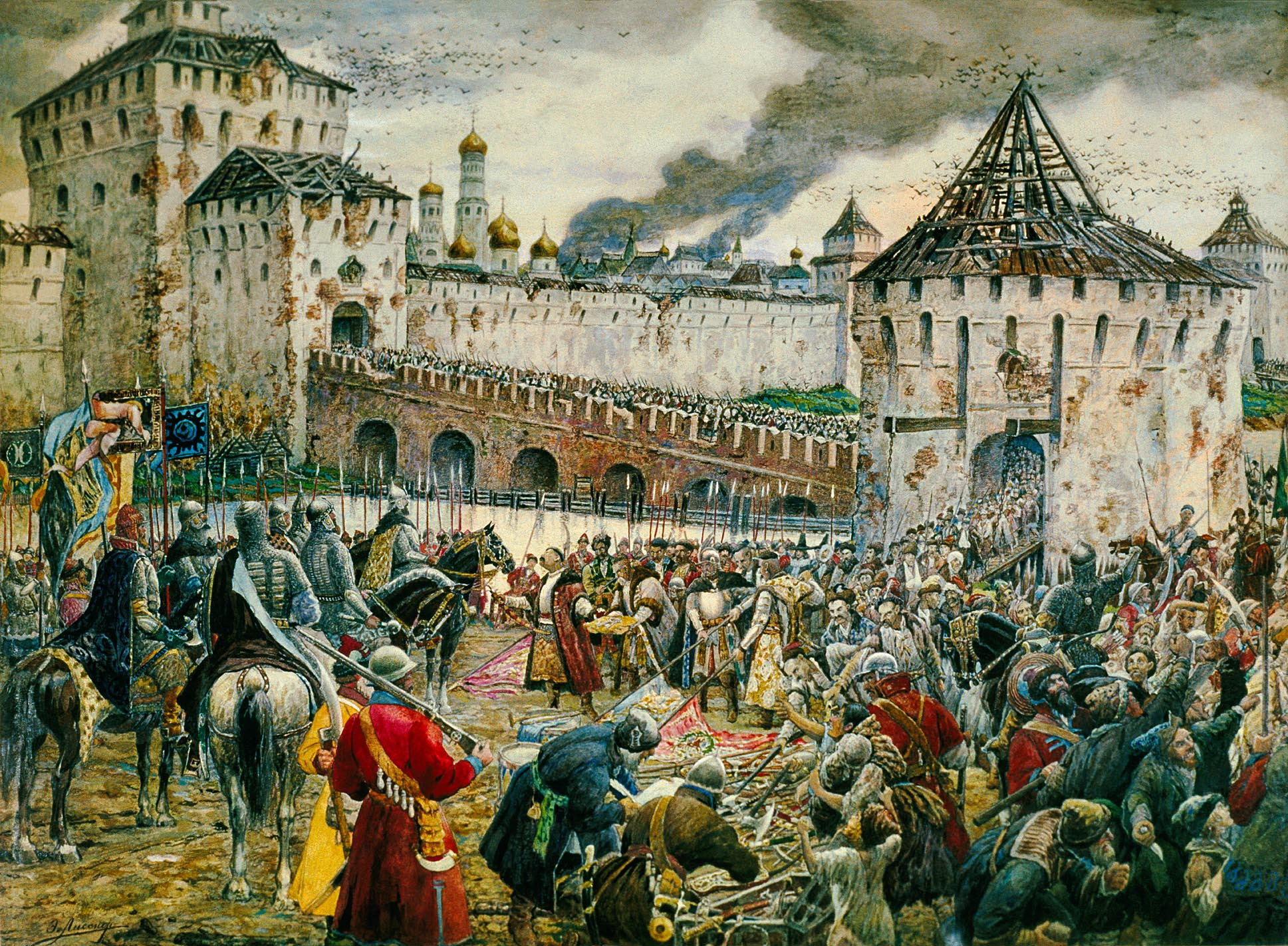
俄羅斯起義軍驅逐克里姆林宫的波蘭人。

俄羅斯因中央政權幾乎不復存在而陷入危機，莫斯科民眾在1611年發動起義。他們搶奪軍械庫把自己武裝起來，然後衝向克里姆林宮。克里姆林宮內駐紮的波蘭軍隊與起義軍展開激戰，但最終起義軍不敵波蘭正規軍被擊敗。
隨後下諾夫哥羅德該城的富商库兹马·米宁籌措資金和的軍方將領德米特里·米哈伊洛维奇·波扎尔斯基發動起義，籌組一支民間籌款組建起來的起義隊伍，向莫斯科的波蘭政權發動進攻。抵達雅羅斯拉夫爾以後，米寧和波扎爾斯基再次對部隊進行了整編，驅逐外敵後俄羅斯得以復國，維護了主權的完整免被被瓜分和分裂，並於1613年選出羅曼諾夫王朝的第一任沙皇米哈伊爾一世。

## 波蘭國王自稱為俄國沙皇
随着波兰干预俄国事务的加强，1609年，王室迁居到他们位于立陶宛大公国首都维尔纽斯的行宫。维尔纽斯大火恰好在此时发生，甚至使王室迁离他们在维尔纽斯城堡的居所。不久，年仅15岁的瓦迪斯瓦夫四世在这一年被俄国的贵族集团「七波雅尔」选为沙皇，在波俄战争和俄罗斯混乱时期期间，该团体曾将沙皇瓦西里·舒伊斯基罢黜。然而，欲使俄国人民由东正教皈依天主教的齐格蒙特三世让其子未能登上沙皇皇位。齐格蒙特拒绝同意波雅尔将王子瓦迪斯瓦夫送至莫斯科，并让他皈依东正教的要求。齐格蒙特另外提议让他作为俄国摄政进行统治。这个不现实的提议重新引起俄国人的敌意。不久，自1610年起，瓦迪斯瓦夫将自己的头衔「全俄罗斯沙皇和大公瓦弗拉迪斯拉夫·齐吉蒙托维奇」刻在由莫斯科和诺夫哥罗德的铸币厂铸造的俄国金银币（科佩克）上。
瓦迪斯瓦夫试图凭自身力量重夺沙皇皇位，在1616年发起攻势。尽管取得一些战役的胜利，他未能攻占莫斯科。联邦在杜里诺和约中获得了一些有争议的领土，但瓦迪斯瓦夫未能成为沙皇，而且以后也未能得到俄国皇位；此时的皇位由沙皇米哈伊尔·费奥多罗维奇·罗曼诺夫获得。但直到1634年为止，他一直使用沙皇头衔。

## 俄羅斯民族團結日
1649年，沙皇阿列克謝·米哈伊洛維奇頒佈命令11月4日作為國家節日，這一天正好是米寧和波扎爾斯基率部解放莫斯科的日子，因此在這個節日紀念兩名民族英雄也成為俄民眾的紀念傳統，一直延續了300多年。
1818年，為紀念米寧和波扎爾斯基解放莫斯科的功績，在莫斯科紅場隆重舉行兩人紀念碑的揭幕儀式。這是俄羅斯古典主義雕塑家馬爾托斯的作品，兩名英雄的手一起握著一把利劍，象徵著在兇殘的外敵面前，象徵俄羅斯人民團結一致。
1917年十月革命後，紀念米寧和波扎爾斯基的傳統被蘇聯政府取消了。2004年12月17日，俄國家杜馬三讀通過「俄羅斯軍人榮譽日」修正案，決定設立新的節日「人民團結日」。2005年時任總統普京簽署法令，每年11月4日作為全國性的節日「俄羅斯民族團結日」，紀念起義軍在米寧和波扎爾斯基的起義，於1612年11月4日驅逐波蘭入侵者解放了莫斯科。